# Podogaster rosteri
Podogaster rosteri är en stekelart som beskrevs av Ian D. Gauld och Bradshaw 1997. Podogaster rosteri ingår i släktet Podogaster och familjen brokparasitsteklar. Inga underarter finns listade i Catalogue of Life.